# Steenrijk (Willemstad)
Steenrijk – dzielnica (wijk) miasta Willemstad oraz osada (buurt) w dystrykcie Willemstad, w kraju autonomicznym Curaçao, należącym do Holandii, w Ameryce Południowej. 20 października 2023 r. liczyła 3764 mieszkańców.  

## Osady
W skład dzielnicy wchodzą trzy osady (buurt):
| Lp. | Nazwa         | Powierzchnia km² | Liczba mieszkańców |
| --- | ------------- | ---------------- | ------------------ |
| 1.  | Kustbatterij  | 0,19             | 852                |
| 2.  | Marie Pampoen | 0,32             | 1361               |
| 3.  | Steenrijk     | 0,53             | 1547               |